# Microfibre
 (octobre 2017).

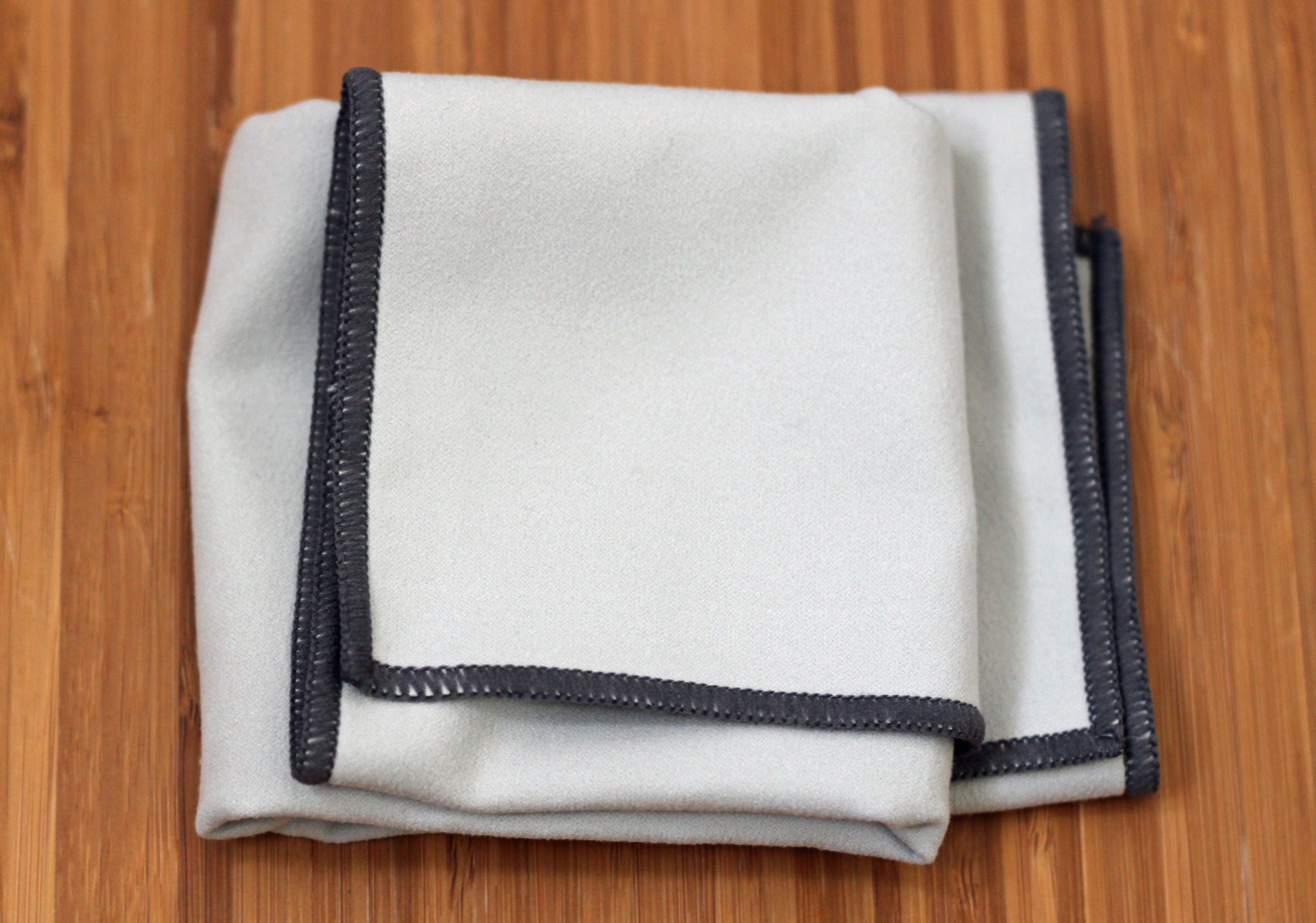
Un chiffon à poussière en microfibres.

Les microfibres sont des fibres textiles dont la masse linéique (ou masse linéaire) est inférieure à un décitex (0,1 g/km). Elles peuvent être artificielles ou synthétiques (polyester, polyamide, acrylique, etc.). Elles sont apparues dans les années 1980, alors que le polyester était passé de mode.
Il existe aussi des super-microfibres dont le titre est inférieur à 0,4 décitex (40 mg/km) et aussi des ultra-microfibres dont le titre est inférieur à 0,1 décitex (10 mg/km).

## Les étoffes
Le choix des microfibres se fait sur une recherche de caractéristiques particulières qui sont, par exemple, la perméabilité à la vapeur d'eau avec une faible perméabilité à l'air, l'étanchéité à l'eau, un toucher spécifique, l'effet filtrant, etc.
Ces tissus initialement destinés aux vêtements de sport et de montagne qui requièrent de bonnes solidités lumière et humidité, aux vêtements de dessus type parka pour lesquels il faut une bonne solidité lumière, aux vêtements hospitaliers qui exigent, entre autres, une haute solidité au lavage, sont désormais utilisés dans tous les secteurs du vêtement jusqu'à la lingerie.
Mais, s'ils apportent des caractéristiques particulières, les fils micro ont en revanche un prix plus élevé (le double) que les fils classiques. Ceci explique que le tisseur, pour économiser sur le prix de la matière, utilise souvent des mélanges avec des fils classiques dans une même contexture (le mélange le plus généralisé étant simplement la chaîne en fils classiques et le tramé en micro). D'autre part, pour obtenir des effets, le tisseur peut utiliser conjointement des fils brillants contenant 0,05 % de matifiant mi-mat ou mat 1,5 % de matifiant titane. Cet usage du fil brillant pour le rendu de l'étoffe augmente la quantité de teinture nécessaire à teindre les fils micros, ce facteur est à prendre en compte non seulement vis-à-vis de la composition du tissu mais aussi de son coût final du fait d'une teinture plus chère.

## La teinture des microfibres
Les microfibres nécessitent une technique de teinture particulière due à leurs caractéristiques.
Cette partie désigne sous l'appellation micro, microfilament ou microfibre, uniquement de maille et chaîne et trame réalisés en multifilaments micropolyester traditionnels sans tenir compte de l'utilisation des microfilaments obtenus par éclatement des fils.

### Préparation teinture
Pour le chaîne et trame, les chaînes sont généralement encollés avec un produit à base de résine polyester soluble, l'encollage acrylique étant plus exceptionnel. L'appellation du produit utilisé est le plus souvent communiquée au teinturier qui sait que ces encollages sont sensibles aux eaux dures, aux métaux lourds, aux électrolytes à concentration élevée et que le pH du bain de traitement de désencollage doit obligatoirement être inférieur à 9. Mais n'oublions pas qu'au filage, en texturation, au tricotage, à l'ourdissage, les filaments ont été ensimés. Si la composition de ces ensimages reste confidentielle et le taux d'application avoué à chaque stade de la filière très approximatif, le total sur tissu ou tricot peut être évalué très exactement. On constate alors que, sur des tissus en fils conventionnels, ce taux varie de 1,5 à 3 % en chaîne et trame, et de 2 à 4 % en maille, mais qu'en micro, il atteint 3 à 5 % en chaîne et trame et 3 à 8 % en maille. En effet, producteurs et texturateurs ont constaté, bien avant les teinturiers, que les microfibres absorbent plus irrégulièrement que les filaments classiques, d'où la nécessité de les sursaturer. Un ensimage contient principalement des bases lubrifiantes pour améliorer le coefficient de friction, un antistatique, des additifs.
Les bases lubrifiantes peuvent être :
- insolubles dans l'eau d'origine : végétales avec, en corollaire, des problèmes d'oxydation ; minérales, en général paraffinique, les naphtaléïques étant exclues en raison de leur incompatibilité avec les élasthannes, de plus en plus utilisés ; esters organiques, chers mais de plus en plus employés ; cires paraffinique ;
- solubles dans l'eau. Ce sont des polyéthers glycols, des polyesters glycols ou des silicones modifiés estérifiés.

Les antistatiques peuvent être :
- non ioniques, comme les esters de polyglycol qui apportent l'hydrophilité (en jouant sur la longueur des chaînes hydrophiles, on obtient des produits plus antistatiques ou plus lubrifiants) ;
- anioniques, comme les esters phosphoriques qui apportent la conductibilité électrique ;
- cationiques ammonium ternaires réservés à la teinture dans la masse.

Les additifs comprennent des émulgateurs (toujours présents) et optionnellement des fongicides, des séquestrants, de la silice colloïdale.

### Désencollage et désensimage
La maille n'est pas encollée et le prétraitement thermique n'est pas indispensable. Dans ce cas, il est logique de désensimer puis de teindre, voire de désensimer dans le bain de teinture. L'huile d'ensimage étant auto émulsionnable, on fera un premier traitement aqueux (eau seule) à 70 °C.
Dans le cas de tissus chaîne polyester continu classique trame polyester micro avec une chaîne encollée polyester, on serait tenté de teindre directement dans le bain de désencollage comme on le fait pour des tissus entièrement en fils classiques. Ceci est à proscrire en raison, d'une part, du taux d'ensimage élevé et, d'autre part, de la nécessité de préformer le tissu entre le désencollage et la teinture pour éviter des thermomigrations lors d'un post formage, lorsqu'on peut l'éviter, ce qui n'est pas toujours le cas.
Néanmoins, on constate sur certains coloris foncés, les rouges notamment, des taches de colorants. Il semblerait que le colorant monte sur la partie lipophile de l'huile non dispersée, ce qui conduit rapidement à un agrégat. De plus, certains dispersant contenus dans le colorant pourraient être à l'origine du problème.

### Teinture
Il y a bien une certaine corrélation entre la surface développée du filament et la quantité de colorant absorbée, mais cette corrélation est trop faible pour transposer une formule pour polyester classique sur polyester micro.

### Les colorants
Cinétique de montée du colorant : les microfibres absorbent plus de colorant et plus vite en début du cycle de teinture (phase d'absorption) d'où risque de mal unis.

### Intensité coloristique
Dans le cas d'un tissu mixte polyester, c'est-à-dire chaîne fil continu classique, trame micro (figures C et D), on constate qu'avec 2 % de colorant Bleu 56 (petites molécules) au-delà de 110 °C, la chaîne conventionnelle continue à absorber du colorant alors que la trame micro est déjà dans une phase de migration et rejette du colorant. L'écart de nuance ira grandissant si on prolonge la teinture. Si on utilisait un colorant à grosses molécules, le phénomène démarrerait à 130 °C au lieu de 110 °C. Avec 6 % de Bleu 56 (CI)(petites molécules), les choses se passent de la même façon, mais l'écart coloristique est moindre. Si on utilisait un colorant à grosses molécules, les deux courbes seraient plus proches.

### La trichromie
La trichromie habituellement utilisée sur polyester classique (Orange 30, Rouge 167/1, Bleu 79) n'est pas adaptée aux microfibres. On pourrait éventuellement utiliser la trichromie jaune 211, Rouge 82 (ou Rouge 73) et Bleu 84, mais, avec cette formule, les solidités lumière et humides s'avèrent souvent insuffisantes. Vite entrées, mais vite sorties, les petites molécules sont à écarter, même en coloris clairs. Ceci explique pourquoi la plupart des fabricants de matières colorantes ont élaboré des gammes spécifiques pour microfibres polyester non référencées au colorant index (par prudence commerciale) avec des trichromies bien adaptées. À titre d'exemple, chez Dystar, Orange Resolin K3GLS 150 %, Rouge Resolin K3GLS 200 %, Bleu Resolin KFBL 200 %, chez BASF, Brun Jaune Dispersol XF, Rubine Dispersol F, Bleu Marine Dispersol XF, chez CIBA, Jaune Terasil W5SL, Rouge Terasil W4BS, Bleu Terasil WRB ou WGS.
Ce sont, pour les deux dernières trichromies, des molécules dont le groupement chromophore est détruit lors du dépouillage alcalin destiné à éliminer le colorant non lié à la fibre. Certains chimistes considèrent qu'il faut préférer les colorants à bases anthraquinoniques à ceux à bases azoïques. Ces derniers ont, d'autre part, une solidité lumière qui diminue considérablement avec la concentration.

### Le procédé
La teinture sur ensouple est très difficile, voire impossible en autoclave, en raison de la forte densité de la contexture avec la présence des oligomères. Sur jet, une vitesse rapide est nécessaire, ce qui donne de l'intérêt air jet type cigare (Thies, Isaka, Alliance, etc.). En ce qui concerne le procédé, nous pouvons faire quelques suggestions basées sur la pratique de cette teinture :
- démarrer la teinture 15 °C plus bas que pour les tissus polyester classiques, soit 40 à 50 °C ;
- ralentir la courbe de montée en température au moins jusqu'à 110 °C ;
- procéder en fin de teinture à un dépouillement : (nettoyage réducteur) ;
- rajouter un agent de migration (ceux du type antibarrure qui montent sur la fibre avant le colorant sont encore les meilleurs) ;
- optimiser les temps de montée et de palier (gagner une heure, c'est 20 % de productivité en plus) ;
- les anticassures ne sont généralement pas nécessaires en raison de la souplesse des tissus micro.

### Solidité des teintures
L'utilisateur final s'attend à ce que les solidités teinture des articles en microfibres soient aussi bonnes qu'en fils classiques. En polyamide, il n'y a pas de différences, en polyester, que de déconvenues.
En solidité lumière, la baisse est de 1 à 1,5 point sur micro dans des coloris clairs et moyens. On l'explique par une élévation de la température de la surface teinte provoquant une dégradation plus rapide du colorant, d'où une baisse de solidité lumière encore plus importante en coloris foncés. Pour corser encore ce problème, on constate que certains bleus azoïques tombent sur micro à une solidité de 3 en trichromie par rapport à 6 sur polyester classique.
En solidité humide, il est normal que les résultats soient inférieurs sur micro puisque la fibre contient deux fois plus de colorants et qu'elle a une surface attaquable plus grande. C'est pourquoi un savonnage réducteur est préconisé, même pour les coloris clairs. 
Heureusement, l'emploi de certains adjuvants type polysiloxane freinent l'altération des solidités humides des colorants azoïques. D'autre part, les tissus micro peuvent difficilement être adoptés pour des applications en automobile en raison de solidités humides limitées.

### Solidités thermiques
Pour les mêmes raisons que dans le cas des solidités humides, les solidités à la thermo-migration sont plus mauvaises dans le cas de micro que dans le cas de polyester classique. Le bon sens serait de chauffer moins, de se contenter d'un préformage et de ne pas postformer. Quant au séchage, ne pas sursécher.

## Source
- Conférence prononcée au congrès ACIT 1997 à Epinal.